# The Osmonds

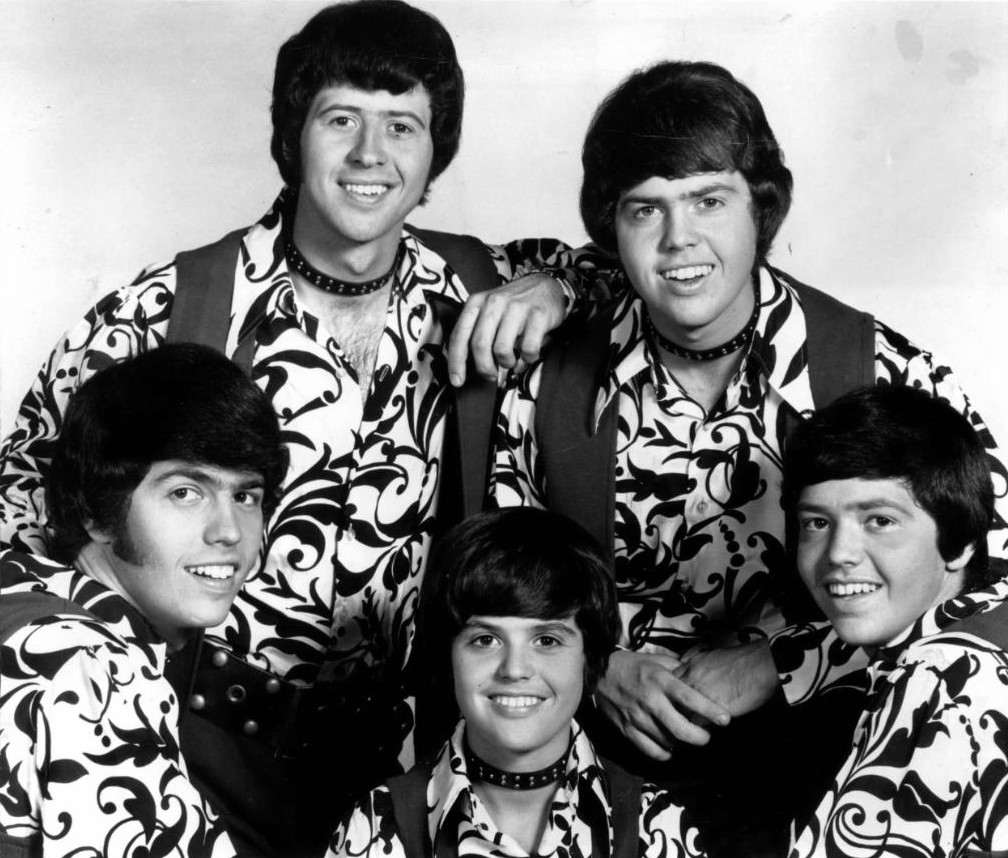
The Osmonds in 1971.

The Osmonds, ook wel The Osmond Brothers, is een Amerikaanse popgroep, begin jaren zestig opgericht door de muzikale kinderen van George (1917-2007) en Olive Osmond (1925-2004): Alan, Wayne (1951-2025), Merrill, Jay en Donny Osmond.

## Geschiedenis
De carrière van The Osmonds startte al vroeg in de jaren 60, toen ze in Disneyland speelden en regelmatig in The Andy Williams Show optraden. In Zweden braken ze door toen ze met de populaire zanger Lars Lönndahl werkten. Zeven seizoenen lang waren de broers te gast bij The Andy Williams Show. De jongere broer Donny was inmiddels aan het viertal toegevoegd.
Het was daar dat hun talent tot uiting kwam. Elke week werden er nieuwe routines aangeleerd die gingen van nieuwe danspassen tot schaatsen. Andy noemde hen “The one take Osmonds”, omdat zij elke uitdaging aannamen en het in één “take” klaarden.
In de beginjaren 70 verlieten ze The Andy Williams Show en begonnen ze zelf te schrijven en te componeren. Dit leverde hen een contract bij MGM Records op.
In 1971 hadden The Osmonds hun eerste nummer 1-hit in Amerika met One Bad Apple. Binnen twee maanden na de eerste release van One Bad Apple werden ze tot tieneridolen gebombardeerd. Ze begonnen aan tournees die hen rond de wereld zouden brengen. In Nederland bracht One Bad Apple het tot de tipparade. Hier kwam het grote succes in 1972 met Crazy Horses na een optreden van de groep in het tv-programma Eén van de Acht van Mies Bouwman en kwam net als de opvolger Down by the Lazy River op nummer 1 van de hitparade. The Osmonds hadden daarna nog hits met Goin'Home (1973, nr. 2), One Way Ticket to Anywhere (1973, nr. 4), Hold Her Tight (1974, nr. 18), Love Me For A Reason (1974, nr. 21) en Having A Party (1975, nr. 20). De laatste single The Proud One werd in 1975 uitgebracht en bracht het in Nederland niet verder dan de tipparade. Twee albums haalden de hitparade: Crazy Horses kwam tot nummer 5 en Greatest Hits tot nummer 2. De Osmonds hebben twee concerten in Nederland gegeven. Hun eerste concert was in de Groenoordhallen in Leiden op 3 november 1973. Op 17 mei 1975 gaven ze een concert in Ahoy Rotterdam. Het voorprogramma bij dat laatste concert werd verzorgd door Bolland & Bolland.

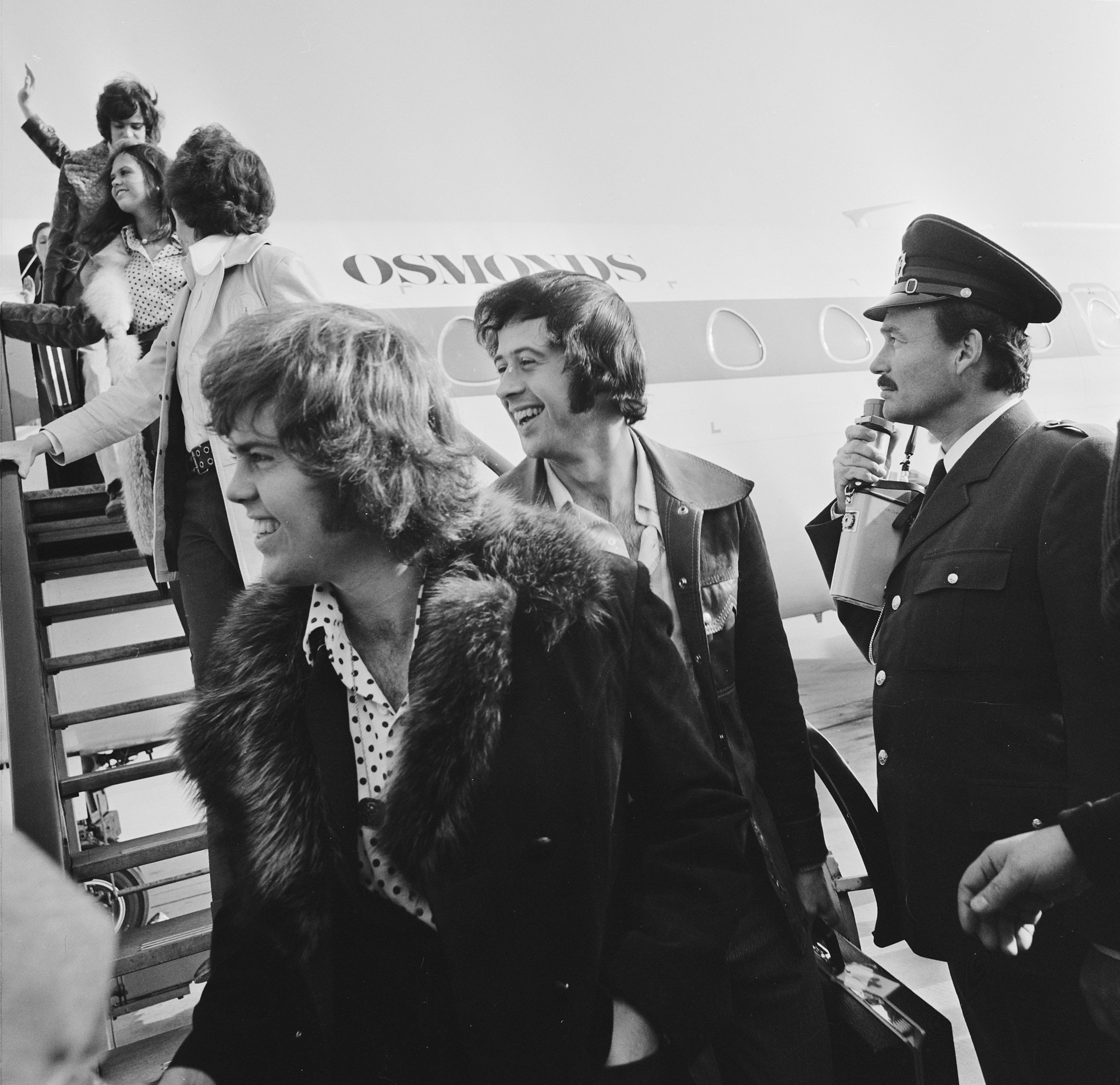
The Osmonds op Schiphol (1973)

Het jongste lid van de groep Donny Osmond had in Nederland hits met de Paul Anka cover Puppy Love in 1972 (hoogste positie: nr. 15), waarna The Twelfth of Never (1973, nr. 10), Young Love (1973, nr. 6) en When I Fall In Love (1973, nr. 8) volgden. In 1987 had hij nog een kleine hit met I'm In It For Love (nr. 34). Samen met zus Marie Osmond had hij de volgende hits: I'm Leaving It All Up To You (1974, nr. 3), Morning Side Of The Mountain (1975, nr. 23) en Deep Purple (1976, nr. 14).
Marie Osmond heeft één solohit gehad in Nederland: Paper Roses. Dit nummer kwam in 1973 op de 9e plaats van de hitlijst. Donny en Marie hebben samen tot 2019, 11 jaar in Vegas opgetreden, waar ze meermaals als beste show uitgeroepen werden.
Het jongste broertje van de familie, Jimmy Osmond, trad op als "Little Jimmy Osmond" en had drie hits in Nederland: Long haired lover from Liverpool (1973, nr. 2), Tweedle Dee (1973, nr. 6) en I'm Gonna Knock On Your Door (1974, nr. 19).
The Osmond Brothers (Alan, Wayne, Jay, Merrill en Jimmy) hebben jaren in hun eigen theater in Branson, Missouri, opgetreden, waar ook soms de acht zonen van Alan optreden als The Osmonds - Second Generation. Alan zelf lijdt aan multiple sclerose.
In 2006 gingen Wayne, Merrill, Jay en Jimmy opnieuw toeren.
In 2008 werd hun 50-jarig bestaan gevierd met een show in Vegas. Dit bracht hen ook terug naar het Verenigd Koninkrijk. Na 28 jaar trad de volledige familie (Alan, Wayne, Merrill, Jay, Donny, Marie en Jimmy) op in uitverkochte stadions.  11 shows in drie weken. Osmond mania was terug! Hun laatste concert gaven ze in de Filipijnen.
In 2012, net voor de start van een nieuwe UK-toer, kreeg Wayne een beroerte en moest hij het optreden vaarwel zeggen. Jimmy kocht in 2014 het Andy Williams Moon River Performing Arts Center. Echter, op 27 december 2018 kreeg hij tijdens een optreden in Londen een beroerte. Tegenwoordig doet hij het rustiger aan.
In 2019 zongen de vier oudste broers voor de laatste keer samen. ' The last chapter', door henzelf geschreven, was een ode aan hun fans die ze vrienden noemden. Merrill en Jay traden nog twee jaar samen op tot 2020. Merrill heeft in april 2022 voor het laatst opgetreden in Amerika. Daarna maakte hij een tour door het Verenigd Koninkrijk.
De familie behaalde 56 platinum en gouden platen.
Wayne Osmond overleed op 1 januari 2025 op 73-jarige leeftijd.

## Trivia
- In de geschiedenis van de Rock Era heeft geen enkel andere artiest zo veel gouden platen behaald in één jaar als de familie Osmond. Ook The Beatles waren in staat om elf gouden “award certificates“ te behalen in één jaar.
- Op 7 augustus 2003 mochten The Osmonds hun eigen ster toevoegen op de “Hollywood Walk of Fame”.
- De gehele familie is lid van de Kerk van Jezus Christus van de Heiligen der Laatste Dagen, ook wel Mormonen genoemd.
- Op 8 november 2007 wijdde Oprah Winfrey een hele uitzending aan het 50-jarig jubileum van The Osmonds. Daarbij bestond het publiek geheel uit leden van de familie.

## NPO Radio 2 Top 2000
| Nummers met noteringen in de NPO Radio 2 Top 2000 | '99 | '00  | '01  | '02  | '03  | '04  | '05  | '06  | '07  | '08  | '09  | '10  | '11  | '12  | '13  | '14  | '15  | '16  |
| ------------------------------------------------- | --- | ---- | ---- | ---- | ---- | ---- | ---- | ---- | ---- | ---- | ---- | ---- | ---- | ---- | ---- | ---- | ---- | ---- |
| Crazy Horses                                      | 939 | 794  | 587  | 755  | 1004 | 787  | 1078 | 1087 | 1356 | 1035 | 1049 | 1119 | 1333 | 1357 | 1356 | 1423 | 1731 | 1975 |
| Down by the Lazy River                            | -   | 1431 | 1633 | 1749 | -    | 1898 | 1980 | -    | -    | -    | -    | -    | -    | -    | -    | -    | -    | -    |

1. ↑  Een '-' betekent dat het nummer niet was genoteerd en een vetgedrukt getal geeft de hoogste notering van een nummer aan.
2. ↑  Deze tabel is bijgewerkt tot en met de laatste editie (2024).

## Albums
| Jaar | Album details | Top posities hitparade | Top posities hitparade | Top posities hitparade | Top posities hitparade |
| Jaar | Album details | US                     | US Country             | CAN                    | NL                     |
| ---- | --- | ---------------------- | ---------------------- | ---------------------- | ---------------------- |
| 1962 | Songs We Sang on The Andy Williams Show - Label: MGM Records E(mono)/SE(stereo)-4146                                       | —                      | —                      | —                      | -                      |
| 1962 | We Sing You A Merry Christmas - Label: MGM Records E/SE-4187                                                               | —                      | —                      | —                      | —                      |
| 1963 | Preview: The Travels of Jaimie McPheeters - Label: MGM Records PM-7                                                        | —                      | —                      | —                      | —                      |
| 1964 | The New Sound of The Osmond Brothers Singing More Songs They Sang on The Andy Williams Show - Label: MGM Records E/SE-4291 | —                      | —                      | —                      | —                      |
| 1970 | Hello! The Osmond Brothers - Label: Denon International CD-77                                                              | —                      | —                      | —                      | —                      |
| 1970 | Osmonds - Label: MGM Records SE-4724                                                                                       | 14                     | —                      | 34                     | —                      |
| 1971 | Homemade - Label: MGM Records SE-4770                                                                                      | 22                     | —                      | 27                     | —                      |
| 1971 | Phase III - Label: MGM Records SE-4796                                                                                     | 10                     | —                      | 6                      | —                      |
| 1972 | The Osmonds Live - Label: MGM Records 2SE-4826                                                                             | 13                     | —                      | 8                      | -                      |
| 1972 | Crazy Horses - Label: MGM/Kolob Records SE-4871                                                                            | 14                     | —                      | 10                     | 5                      |
| 1973 | The Plan - Label: MGM/Kolob Records SE-4902                                                                                | 58                     | —                      | 20                     | —                      |
| 1974 | Love Me for a Reason - Label: MGM/Kolob Records SE-4939                                                                    | 47                     | —                      | 29                     | —                      |
| 1975 | The Proud One - Label: MGM/Kolob Records M3G-4993                                                                          | 160                    | —                      | 89                     | —                      |
| 1975 | Around the World: Live in Concert - Label: MGM/Kolob Records M3JB-5012                                                     | 148                    | —                      | —                      | —                      |
| 1976 | Brainstorm - Label: Polydor/Kolob Records PD-1-6077                                                                        | 145                    | —                      | —                      | —                      |
| 1976 | The Osmonds Christmas Album - Label: Polydor/Kolob Records PD-1-6083                                                       | 127                    | —                      | —                      | —                      |
| 1977 | The Osmonds Greatest Hits - Label: Polydor Records PD-2-9005                                                               | 192                    | —                      | —                      | —                      |
| 1979 | Steppin' Out - Label: Mercury SRM-1-3766                                                                                   | —                      | —                      | —                      | —                      |
| 1982 | The Osmond Brothers - Label: Elektra Asylum Records 60180                                                                  | —                      | 54                     | —                      | —                      |
| 1984 | One Way Rider - Label: Warner Bros. Records 1-25070                                                                        | —                      | 57                     | —                      | —                      |
| 2000 | The All-Time Greatest Hits of the Osmond Family (Box Set) - Label: Curb Records                                            | ---                    | ---                    | ---                    | —                      |
| 2008 | 50th Anniversary Reunion Concert - Label: Denon 17678                                                                      | 177                    | —                      | —                      | —                      |
| 2012 | Can't Get There Without You - Label: Osmond Entertainment                                                                  | -                      | —                      | —                      | —                      |